# Pertinax

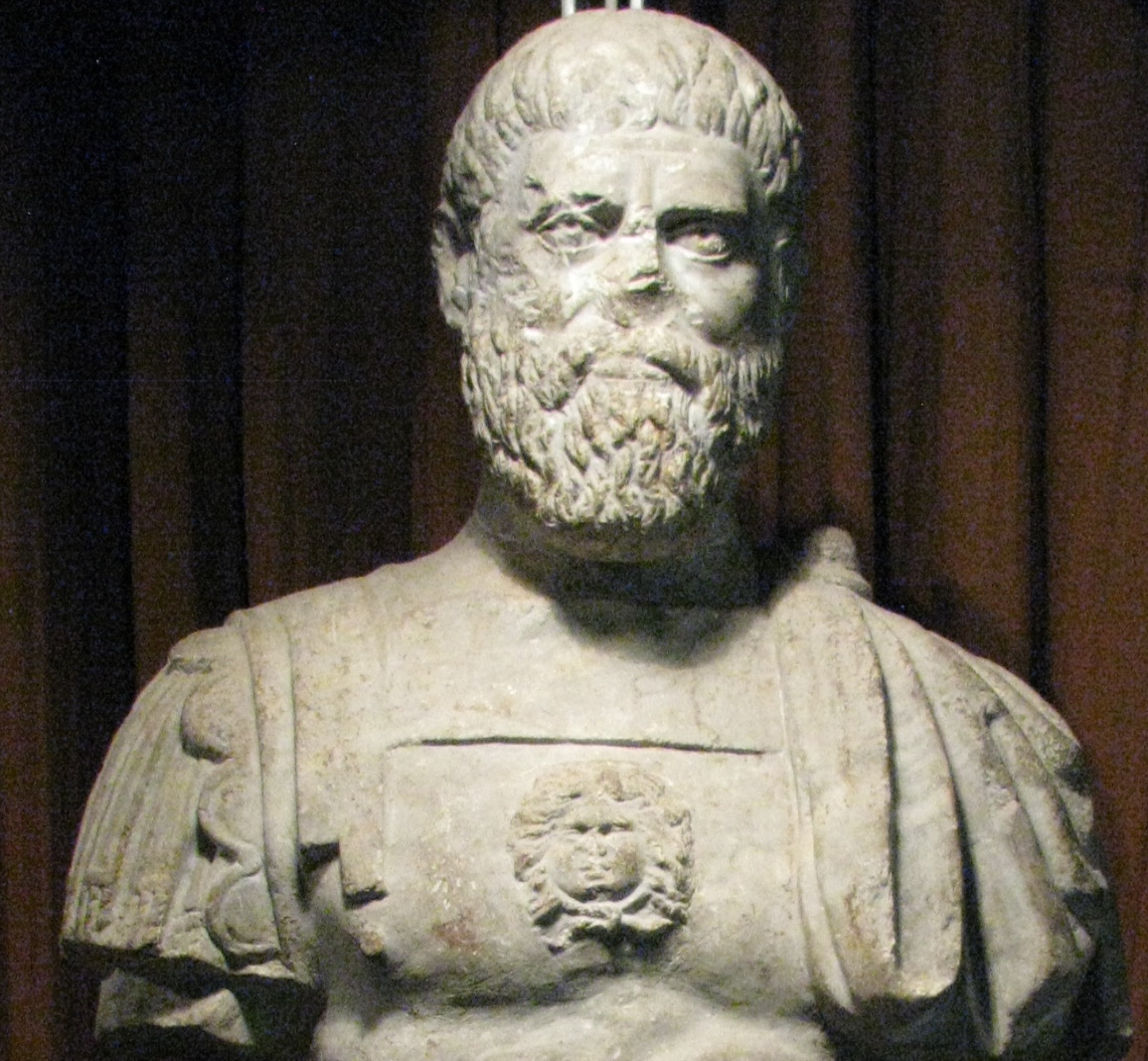
Bustul probabil al împăratului roman Publius Helvius Pertinax
(Muzeul Național al Unirii Alba Iulia)

Publius Helvius Pertinax (n. 1 august 126 d.Hr., Alba, Piemont, Italia – d. 28 martie 193 d.Hr., Roma, Italia) a fost proclamat împărat roman la 1 ianuarie 193 și a domnit până în 28 martie 193.

## Biografie
Fiul unui libert din Liguria, Pertinax parcurge o strălucită carieră militară și administrativă. Se remarcă în timpul războaielor cu marcomanii, este guvernator al Moesiilor (176-178), al Daciei (178-179), al Siriei (179-182), al Britanniei (185-187), al Africii (188-189). La sfârșitul domniei lui Commodus, devine prefect al orașului Roma.
Este proclamat împărat, la 1 ianuarie 193, a doua zi după asasinarea lui Commodus. Pertinax, asemenea împăratului Galba în 68, caută să obțină sprijinul Senatului în vederea redresării situației financiare a statului și a întăririi disciplinei militare. Este asasinat la Roma, în 28 martie 193, după 87 de zile de domnie, de Garda Pretoriană, nemulțumită de severitatea măsurilor luate și de austera politică economică inițiată.